# Dadyanos insignis
Dadyanos insignis är en fiskart som först beskrevs av Steindachner, 1898.  Dadyanos insignis ingår i släktet Dadyanos och familjen tånglakefiskar. Inga underarter finns listade i Catalogue of Life.